# John Banner
John Banner (* 28. Jänner 1910 als Johann Banner in Stanislau, Galizien; Österreich-Ungarn; † 28. Jänner 1973 in Wien) war ein US-amerikanischer Schauspieler österreichischer Herkunft.

## Leben
Der Sohn jüdischer Eltern studierte zwei Semester Rechtswissenschaften, bevor er zur Schauspielerei kam. Er begann eine Ausbildung an der Dramatikschule des Deutschen Volkstheaters in Wien. Erste Erfolge erlebte er am 13. März 1932 mit der Uraufführung des von Robert Peiper (1902–1966) verfassten Stücks Witwen-Café im Studio 32 der Komödie in Wien. Von 1932 bis 1933 war Banner am Stadttheater Bielitz verpflichtet, von 1934 bis 1935 am Stadttheater Reichenberg. Zwischen 1935 und 1937 spielte er am Deutschen Theater in Ostrau. Nach einem zweijährigen Gastspiel in der Schweiz floh er 1938 vor der nationalsozialistischen Judenverfolgung in die USA. Obwohl er des Englischen nicht mächtig war, blieb er der Schauspielerei treu und sprach seine Texte vorerst nur phonetisch.
In New York fand Banner Anstellung am Music Box Theatre in der musikalischen Revue From Vienna der Refugee Artists Group. Darin spielten auch Größen des US-Showbusiness wie Moss Hart, Irving Berlin und Eddie Cantor mit, die bereit waren, die Hitler-Flüchtlinge zu unterstützen. Nach einem Engagement bei der Broadway-Produktion Pastoral ging er 1941 nach Hollywood. Von 1943 bis zum Kriegsende diente Banner in der Army Air Force.
Während seiner Hollywood-Karriere stellte Banner aufgrund seines Akzents immer wieder Nationalsozialisten und Osteuropäer dar. Er absolvierte rund 300 Fernsehauftritte und 40 Kinofilmrollen, unter anderem an der Seite von James Garner in dem Film 36 Stunden.
Seine größte Popularität erreichte Banner allerdings erst zu einer Zeit, als er bereits ans Beenden seiner Schauspielkarriere dachte, nämlich ab 1965 mit der Rolle des Feldwebels Hans Georg Schultz in der Fernsehserie Ein Käfig voller Helden (Originaltitel: Hogan’s Heroes).
Nach Beendigung der Dreharbeiten zu dieser Serie zog er sich, obwohl inzwischen US-Staatsbürger, mit seiner zweiten, aus Paris stammenden Frau von Sherman Oaks nach Frankreich zurück. John Banner starb während eines Besuchs bei Freunden in Wien an seinem 63. Geburtstag im Sophienspital an Magenblutungen. Er wurde auf dem Wiener Friedhof Mauer – Gruppe 57, Reihe 2, Nummer 26 – im Familiengrab beigesetzt. Das Grab wurde 1988 neu belegt.

## Filmografie (Auswahl)
- 1940: Spring Parade
- 1941: Die ewige Eva (It Started with Eve)
- 1942: Es waren einmal Flitterwochen (Once Upon a Honeymoon)
- 1943: The Fallen Sparrow
- 1943: Dies ist mein Land (This Land Is Mine)
- 1950: König Salomons Diamanten (King Solomon’s Mines)
- 1951: Der Cowboy, den es zweimal gab (Callaway Went Thataway)
- 1953: Der Gehetzte (The Juggler)
- 1955: Der große Regen (The Rains of Ranchipur)
- 1956: Nur Du allein (Never Say Goodbye)
- 1956: Die Macht und ihr Preis (The Power and the Prize)
- 1959: Der blaue Engel (The Blue Angel)
- 1959: Heiße Grenze (The Wonderful Country)
- 1960: Das Buch Ruth (The Story of Ruth)
- 1961: Jagd auf Eichmann (Operation Eichmann)
- 1962: Hitler
- 1962: Männer, die das Leben lieben (The Interns)
- 1962: Die Unbestechlichen (The Untouchables, Fernsehserie, eine Folge)
- 1963: Der Preis (The Prize)
- 1964: Zwei erfolgreiche Verführer (Bedtime Story)
- 1964: Gauner gegen Gauner (The Rogues, Fernsehserie, 2 Folgen)
- 1964: Prinzgemahl im Weißen Haus (Kisses for My President)
- 1965: 36 Stunden (36 Hours)
- 1965–1971: Ein Käfig voller Helden (Hogan’s Heroes, Fernsehserie, 168 Folgen)